# François de Lamothe (décorateur)
Pour les articles homonymes, voir François de Lamothe et Lamothe.
François de Lamothe est un chef décorateur français, né le 9 mai 1928 à Meaux (Seine-et-Marne) et mort le 3 novembre 2011 à Paris 10e. 

## Biographie
François de Lamothe a suivi une formation à l'École nationale supérieure des beaux-arts et à l'IDHEC. Il débute comme assistant de décorateurs comme Marcel Magniez, Serge Pimenoff, Max Douy, Raymond Gabutti. En 1960, il travaille pour François Villiers (Pierrot la tendresse), puis, au cours des années 1960, pour Philippe de Broca (Cartouche, Les Tribulations d'un Chinois en Chine), Roger Vadim (La Ronde) et Jean-Pierre Melville (Le Samouraï). Dans sa carrière, il a réalisé les décors de 80 films et 50 pièces de théâtre.
Pendant le tournage du film Le Samouraï, à la suite de l'incendie des studios de la rue Jenner à Paris, il reconstruit les décors en deux semaines aux studios de Saint-Maur.
Il a eu une liaison avec l'actrice Cathy Rosier.
- 1959 : Les Cinq Dernières Minutes, épisode Sans en avoir l'air  de Claude Loursais
- 1959 : Les Cinq Dernières Minutes, épisode Dans le pétrin de Claude Loursais
- 1960 : Les Cinq Dernières Minutes, épisode Un poing final de Claude Loursais
- 1959 : Bastoche et Charles Auguste de Bernard Hecht
- 1962 : Cartouche de Philippe de Broca
- 1962 : Le Diable et les Dix Commandements de Julien Duvivier
- 1962 : Comment réussir en amour de Michel Boisrond
- 1963 : La Belle Vie de Robert Enrico
- 1963 : Jusqu'au bout du monde de François Villiers
- 1963 : Chair de poule de Julien Duvivier
- 1964 : La Mort d'un tueur
- 1964 : Les Cinq Dernières Minutes, épisode  Sans fleurs, ni couronnes de Claude Loursais
- 1964 : La Chasse à l'homme d'Édouard Molinaro
- 1964 : La Ronde de Roger Vadim
- 1965 : Le Vampire de Düsseldorf de Robert Hossein
- 1965 : Les Tribulations d'un Chinois en Chine de Philippe de Broca
- 1966 : Paradiso, hôtel du libre-échange (Hotel Paradiso) de Peter Glenville
- 1966 : Le Roi de cœur de Philippe de Broca
- 1967 : Le Samouraï de Jean-Pierre Melville
- 1967 : Les Comédiens de Peter Glenville
- 1968 : Vingt-quatre heures de la vie d'une femme de Dominique Delouche
- 1969 : Hibernatus de Édouard Molinaro
- 1969 : Mon oncle Benjamin de Édouard Molinaro
- 1970 : Commencez la révolution sans nous de Bud Yorkin
- 1970 : Borsalino de Jacques Deray
- 1970 : Madly de Roger Kahane
- 1971 : On est toujours trop bon avec les femmes de Michel Boisrond
- 1971 : Un peu de soleil dans l'eau froide de Jacques Deray
- 1972 : La Mandarine de Édouard Molinaro
- 1972 : Le Rempart des Béguines de Guy Casaril
- 1973 : L'Emmerdeur de Édouard Molinaro
- 1973 : Le Magnifique de Philippe de Broca
- 1974 : Piaf de Marc Behm
- 1974 : Toute une vie de Claude Lelouch
- 1974 : Borsalino & Co de Jacques Deray
- 1975 : Catherine et Cie de Michel Boisrond
- 1975 : L'Incorrigible de Philippe de Broca
- 1975 : Le Téléphone rose de Édouard Molinaro
- 1975 : Emmanuelle l'antivierge de Francis Giacobetti
- 1976 : Le Corps de mon ennemi de Henri Verneuil
- 1977 : Julie pot de colle de Philippe de Broca
- 1977 : Good-bye, Emmanuelle de François Leterrier
- 1978 : Tendre Poulet de Philippe de Broca
- 1978 : One, Two, Two : 122, rue de Provence de Christian Gion
- 1978 : Un papillon sur l'épaule de Jacques Deray
- 1978 : La Petite Fille en velours bleu d'Alan Bridges
- 1979 : I love you, je t'aime de George Roy Hill
- 1982 : Les Misérables de Robert Hossein
- 1983 : L'Africain de Philippe de Broca
- 1984 : Le Bon Plaisir de Francis Girod
- 1985 : On ne meurt que deux fois de Jacques Deray
- 1986 : Sins (feuilleton télé)
- 1986 : Monte Carlo (téléfilm)
- 1989 : Les Bois noirs de Jacques Deray
- 1990 : Les Mille et Une Nuits de Philippe de Broca
- 1991 : Netchaïev est de retour de Jacques Deray
- 1992 : Le Souper de Édouard Molinaro
- 1994 : Le Jardin des plantes
- 2005 : Combien tu m'aimes ? de Bertrand Blier

## Théâtre
Décorateur
- 1966 : Vacances pour Jessica de Carolyn Green, mise en scène Edmond Tamiz, Théâtre Antoine[4]
- 1966 : Témoignage irrecevable de John Osborne, mise en scène Claude Régy, Théâtre des Mathurins
- 1968 : Un amour qui n'en finit pas d'André Roussin,  mise en scène de l'auteur, Théâtre Antoine
- 1970 : Alice dans les jardins du Luxembourg de Romain Weingarten, mise en scène de l'auteur, Théâtre des Mathurins
- 1971 : Dieu aboie-t-il ? (ou Adorable Pucelle) de François Boyer, mise en scène Jean Negroni, Théâtre des Mathurins
- 1972 : Une anguille pour rêver de William Payne, mise en scène Marcel Lupovici, Théâtre 347
- 1983 : Un grand avocat d’Henry Denker, mise en scène Robert Hossein, Théâtre Mogador
- 1985 : Chapitre II de Neil Simon, mise en scène Pierre Mondy, théâtre Édouard VII
- 1987 : Ce sacré bonheur de Jean Cosmos, mise en scène Michel Fagadau, Théâtre Montparnasse
- 1991 : Rumeurs de Neil Simon, adaptation Jean Poiret, mise en scène Pierre Mondy, Théâtre du Palais-Royal
- 1994 : La Nuit du crime de Jean Serge, Robert Chazal et Robert Hossein d'après Stève Passeur, mise en scène Robert Hossein, Théâtre de Paris
- 1997 : Master Class de Terence Mac Nally, adaptation Pierre Laville, mise en scène Roman Polanski, théâtre de la Porte-Saint-Martin
- 1998: Surtout ne coupez pas d'après Sorry, wrong number de Lucille Fletcher, mise en scène Robert Hossein, Théâtre Marigny
- 1999 : Master Class de Terrence McNally, mise en scène Didier Long, Théâtre Antoine
- 2000 : Huis clos de Jean-Paul Sartre, mise en scène Robert Hossein, Théâtre Marigny
- 2000 : Le Squat de Jean-Marie Chevret, mise en scène Jean-Pierre Dravel, Théâtre Rive Gauche
- 2009 : Le Songe de l'oncle de Fiodor Dostoïevski, mise en scène Stanislas Grassian, Théâtre de l'Épée de Bois

## Nominations
César du meilleur décor
- 1979 : One, Two, Two : 122, rue de Provence
- 1983 : Les Misérables
- 1986 : On ne meurt que deux fois
- 1993 : Le Souper